# Mylapore
Mylapore (en tamoul : மயிலாப்பூர் (Mayilaappoor), ou bien மயிலை (Mayilai) ou திருமயிலை (Thirumayilai)) ou Méliapour (autrefois aussi Saint-Thomé de Méliapour), est un quartier de la ville de Madras ou Chennai, en Inde. C'était initialement une cité à part entière, ancienne capitale d'un petit royaume tamoul, puis plus tardivement une possession portugaise, devenue une banlieue durant la période britannique, entre le XIXe siècle et le XXe siècle. Aujourd'hui absorbée au cœur de l'agglomération madrasienne, Méliapour est située au sud de la ville historique de Chennai, ou George Town (fort Saint-George), limitée au nord par l'ancien bourg de Thiruvallikeni, ou Triplicane, et au sud par l'estuaire de l'Adyar. 

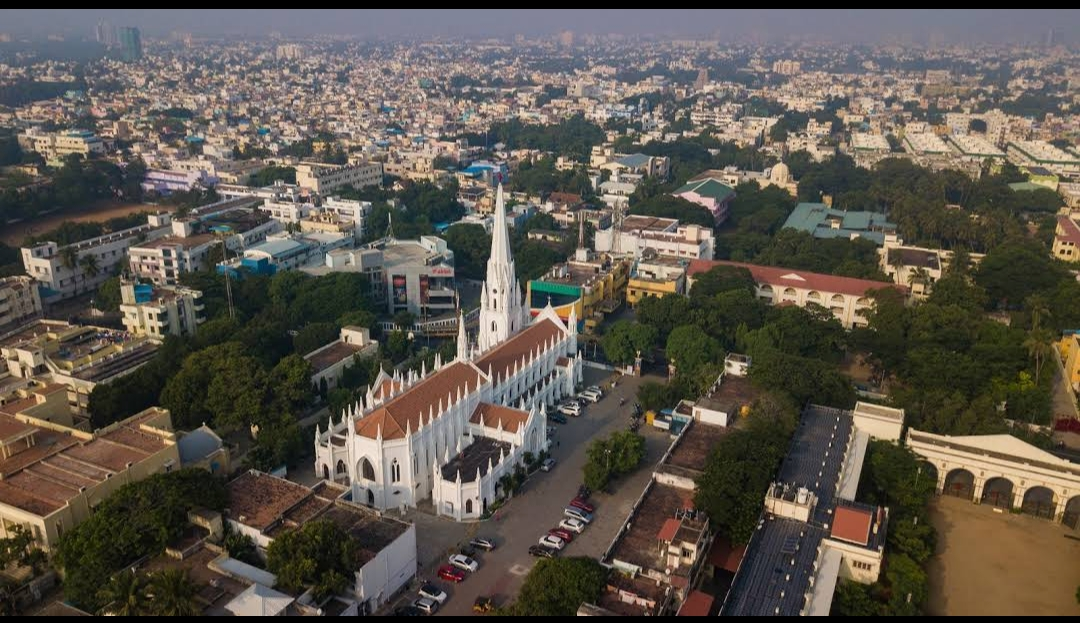
Vue générale avec la basilique Saint-Thomas.

C'est à Méliapour que l'apôtre saint Thomas aurait été enterré (là où se trouve aujourd'hui la basilique Saint-Thomas) après son martyre qui eut lieu sur une colline rocheuse au sud de la ville (plus tard baptisé le mont Saint-Thomas). Vers le Xe siècle de notre ère, un groupe de chrétiens nestoriens de Perse aurait fondé le village chrétien de Saint-Thomas et construit une église sur le site funéraire de l'apôtre. Cette structure est tombée en ruines entre le XIVe et le XVe siècle. Quand la ville fut prise en 1522 par les Portugais, ils y établirent la vice-royauté de São Tomé de Meliapore (Saint-Thomas ou Saint-Thomé de Méliapour). Ils déplacèrent les restes de l'apôtre dans une nouvelle tombe et une nouvelle église qui obtint le statut de cathédrale en 1606. Puis ils furent chassés par le sultan de Golconde en 1662. 
Les Français s'emparèrent de São Tomé en 1673, mais assiégés par les Indiens et les Hollandais, ils durent évacuer la ville le 6 février 1674. D'abord occupée par les Hollandais, puis par la Compagnie anglaise des Indes orientales qui s'empara des lieux et l'attacha au fort Saint George voisin, de Madras. 
En 1893, l’église portugaise fut reconstruite par des architectes anglais en style néo-gothique.
Méliapour est connue à Madras pour être un des lieux de fortes concentrations résidentielles des brahmanes tamouls (comme les Iyers), notamment dans les voisinages des nombreux temples du quartier. Le secteur de Santhome, en bord de mer, est un point d'ancrage des catholiques, notamment les indo-portugais et la communauté chrétienne qui a prospéré sous la régence portugaise.  

## Curiosités
- La basilique Saint-Thomas
- L'église Notre-Dame-de-Lumière
- Le temple de Kapaleeshwarar
- Le temple de Adi Kesava Perumal (en)
- Le temple Sri Ramakrishna Math (en)
- Le temple de Madhava Perumal
- Une partie des chrétiens portent des noms de famille ou patronymes d'origine portugaise, vu que les Portugais restèrent plus de 200 ans dans la région de Mylapore. Avec le temps, une partie des chrétiens a émigré vers d'autres villes. En revanche, la langue portugaise n'a pas perduré, et les habitants parlent tamoul.